# 東南角
東南角（英語：South East Point），是南極洲的海岬，位於南設得蘭群島的欺骗岛東南部，處於菲爾德斯角東北面1.9公里，由英國探險隊繪入地圖，現時由南極條約體系管理。